# ツタンカーメンの謎 アンク
アンクII　ツタンカーメンの謎は、株式会社レイによって開発されたMacintosh専用のゲームである。もっともこのゲームの特徴として原作者が吉村作治教授であり実際のエジプトの歴史が登場するのでエジプトについて色々分かるのである。
1997年にはセガサターンとPlayStationにそれぞれ移植された。新技術によりツタンカーメンの墓内部を360度見渡せるなど歴史的資料として世界に初公開されている。博物館の展示物を探したり、町の人から情報を集めて、次々と起こるイベントをクリアしながら歴史に隠された謎に迫っていく。隠されたツタンカーメン王の本当の墓を見つけ出し、王にかけられた呪縛を解き、冥界に送り出すことが目的となる。
操作はカーソルで行われる。場所によっては視点変更をしたり様々な行動をするほか、選択肢で決断を迫られることもある。

## あらすじ
吉村作治教授によって呼び出された主人公はエジプトへ渡る。主人公はルクソールの女性占い師から父の死を言い当てたうえに「エジプトは貴方を三千年以上前から待っていました。」と言う。そして、旅の同行者をつけ吉村作治教授とともに伝説の谷を発見するが・・・

## 登場人物
レストランのウェイター
ガイドとしてついて来てくれるエジプト人の男性
謎の女性
ガイドとしてついて来てくれるカイロタワーで会う事になる女性
ガイドのアルバイトをしているらしい
老人
絵画を売っているが経営が悪く店を閉めてまでガイドになってくれると言うが・・・
女性占い師
未来を予言してくれるルクソールのある所で会う事になる
運命とはあらかじめ定まっているのだろうか・・・
吉村作治教授
主人公をサポートする事になる
主にハイテク機器を駆使してエジプトの地方を熱く語ってくれる